# Glinianka Podwójna
Glinianka Podwójna lub Staw Cegielniany – niewielki zbiornik wodny w Warszawie, w dzielnicy Włochy przy ulicy Cegielnianej.

## Położenie
Staw leży po lewej stronie Wisły, w Warszawie, w dzielnicy Włochy, w rejonie osiedla Stare Włochy, w pobliżu ulic Cegielnianej i Drukarzy. Znajduje się w sąsiedztwie tunelu pod torami kolejowymi linii 1 i 3 pomiędzy przystankiem Warszawa Włochy, a stacją Warszawa Zachodnia. Glinianka znajduje się na terenie należącym do pobliskiego zakładu opieki zdrowotnej: Samodzielnego Zespołu Publicznych Zakładów Lecznictwa Otwartego Warszawa Bemowo-Włochy (ul. Cegielniana 8).
„Program Ochrony Środowiska dla m.st. Warszawy na lata 2009-2012 z uwzględnieniem perspektywy do 2016 r.” podaje, że staw położony jest na wysoczyźnie i ma powierzchnię wynoszącą 0,0928 ha. Według innego źródła jest to 0,13 ha. Długość linii brzegowej wynosi 260 m.

## Historia
Staw jest glinianką. Powstał w wyniku zalania wodą wyrobiska iłów. Pierwsza cegielnia na terenie Włoch powstała w 1842 r. Od tego czasu notuje się rozwój tej gałęzi przemysłu w okolicach. Głównym jego inicjatorem na tym terenie był Andrzej Koelichen (1791–1861), właściciel majątku włochowskiego. Materiał do produkcji cegieł pozyskiwano z różnych miejsc, które zmieniano po wyczerpaniu surowca. Tak powstały również inne włochowskie stawy jak: Staw Koziorożca, czy Stawy Cietrzewia.
Po 1930 r. nad stawem wybudowano willę z ogrodem dla czeskiego przemysłowca Franciszka Hawliczki, który był założycielem i właścicielem pobliskiej fabryki świec i mydła „Polo”. Zakład ten działał także po wojnie i zatrudniał w 1945 r. ok. 40 osób. Fabryka została znacjonalizowana w 1950 r. i przyjęła nazwę „Wytwórnia Pomocy Naukowych”.
Nazwa Glinianka Podwójna wiąże się z faktem, iż w przeszłości w miejscu tym były dwa stawy. Drugi zbiornik wodny znajdował się po przeciwnej stronie ulicy Cegielnianej.
W 2004 roku na terenie glinianki i w jej okolicach stwierdzono występowanie kaczki krzyżówki.